# Chambre de commerce et d'industrie Grand Hainaut

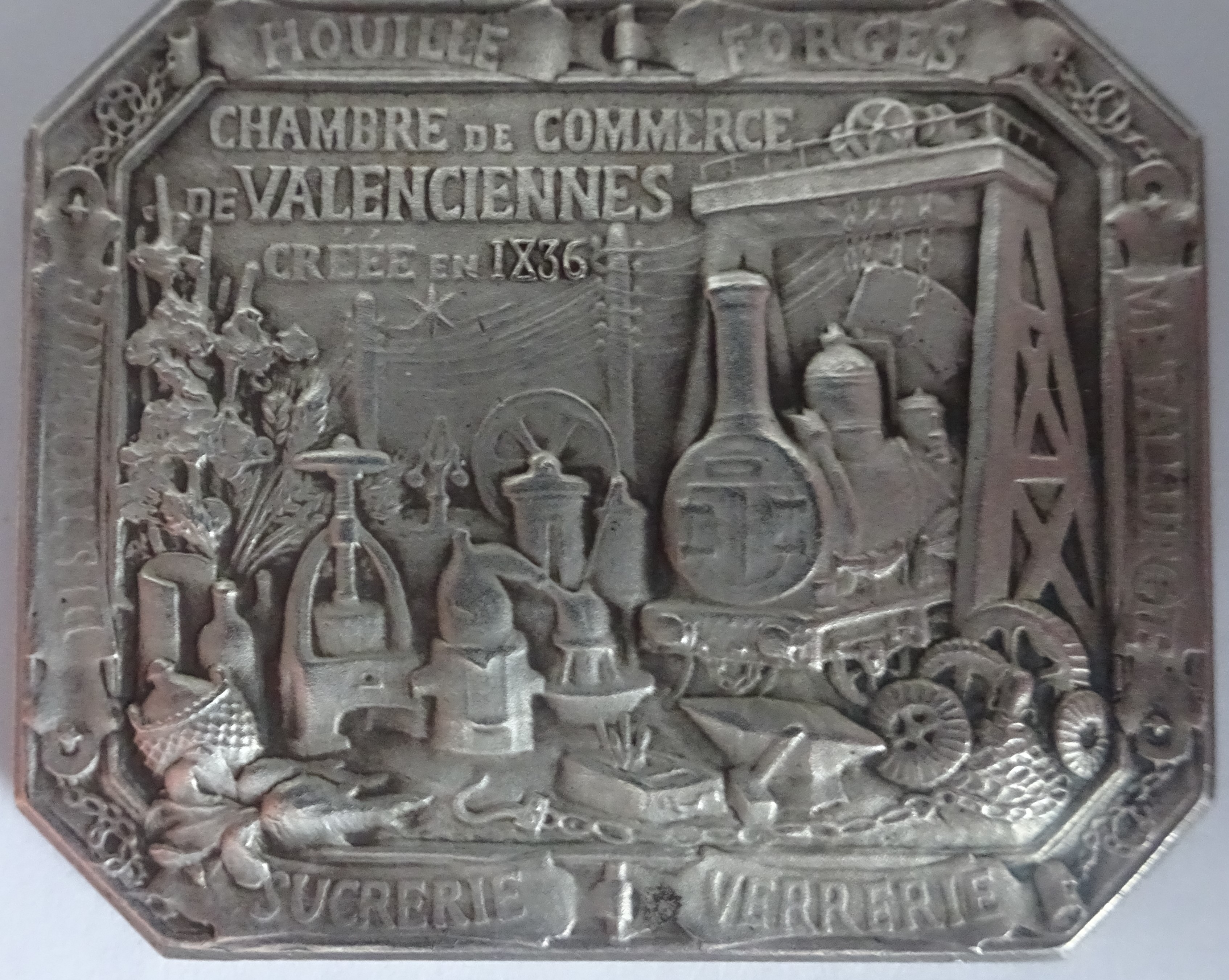
Plaque argent de 1897 du graveur Corneille Theunissen évoquant la Chambre de commerce et d'industrie Grand Hainaut crée en 1836

La chambre de commerce et d’industrie Grand Hainaut est l'une des sept CCI rattachées à la chambre de commerce et d'industrie de région Hauts-de-France. Son siège est à Valenciennes au 3 avenue Sénateur Girard, dans les locaux de l'ancienne chambre de Commerce et d’industrie du Valenciennois.

## Missions
Comme les autres CCI, elle exerce des missions de service auprès des entreprises de sa circonscription dans le cadre des orientations données par la chambre de commerce et d'industrie de région Hauts-de-France à laquelle elle est rattachée.
À ce titre :
- elle crée et gère des centres de formalités des entreprises (CFE) ;
- elle peut assurer, en conformité avec les schémas sectoriels, la maîtrise d’ouvrage de tout projet d’infrastructure ou d’équipement ou gérer tout service concourant à l’exercice de ses missions ;
- elle peut se voir charger par l’État, ou toute autre personne publique territoriale, de gérer toute infrastructure ou équipement, notamment de transport, concourant à l’exercice de ses missions ;
- elle peut créer et gérer des établissements de formation professionnelle initiale et continue en cohérence avec le schéma sectoriel ;
- elle peut transférer à la CCI de région une activité ou un équipement antérieurement géré par elle.

Comme toutes les CCI, elle est placée sous la tutelle du préfet de région assisté par le responsable régional des finances publiques.

### Service aux entreprises
- Centre de formalités des entreprises
- Assistance technique au commerce
- Assistance technique à l'industrie
- Assistance technique aux entreprises de service
- Point A (Apprentissage)
- Point B (Belissage par le chef de projet)

### Gestion d'équipements
- Port fluvial de Valenciennes.
- Un bâtiment d’activités, sur la zone industrielle de Raillencourt-Sainte-Olle, loué à une entreprise de logistique-transport
- Un bâtiment d’activités, sur la zone industrielle de Caudry, loué à  une entreprise du secteur de la chimie
- Une zone d’activités gérée en partenariat avec plusieurs communes dans le cadre d’un syndicat mixte (SMPAVC : Syndicat Mixte d’Aménagement du Parc d’Activités du Val de Calvigny).
- Cité de l'entreprise à Feignies.

### Centres de formation
- I.I.E. - Institut Informatique et Entreprise ;
- I.P.H.C. - Institut Polytechnique du Hainaut-Cambrésis ;
- I.S.D. - Institut Supérieur de Design ;
- Supinfocom - École Supérieure d'Informatique de Communication ;
- Centre de formation d'apprentis :

à Avesnes :  CFA Hainaut-Cambrésis.
à Fontaine-notre-Dame (près de Cambrai)
- Formatech : formation des salariés et des demandeurs d’emplois aux métiers du bâtiment (maçon, couvreur), de l’industrie (soudeur, électricien, usineur) et de la logistique (conducteurs de chariots élévateurs, de nacelles électriques…)

Formatech Solesmes ;
- CFPH-Pôle Industriel ;
- CFPH-Pôle Tertiaire.

## Historique
- 1836 : La chambre de commerce de Valenciennes a été créée en 1836
- 1971 : La chambre de commerce et des industriels créaient la compagnie aérienne Air Hainaut basée sur l'aéroport de Valenciennes.
- 20 - 27 novembre 2007 : Projet de fusion de la chambre de commerce et d'industrie du Valenciennois avec la chambre de commerce et d'industrie du Cambrésis et celle de l'arrondissement d'Avesnes pour former la chambre de commerce et d'industrie du Hainaut-Cambrésis.
- 12 mars 2009 : Décret no 2009-283 sur la fusion de la chambre de Valenciennes avec celle de Cambrai et d'Avesnes pour former en 2010 la chambre de commerce et d'industrie Nord de France.
- 21 décembre 2010 : Installation officielle de la CCI territoriale Nord de France.
- octobre 2011: la CCI territoriale répond désormais au nom de CCI Grand Hainaut. Dans le même temps la CCI de région Nord - Pas de Calais devient la CCI Nord de France puis en 2017 la CCI Hauts-de-France

## Pour approfondir